# Erich Thöni
Erich Thöni (* 1946 in Innsbruck) ist ein österreichischer Universitätsprofessor für Finanzwissenschaft und Sportökonomik.

## Leben

### Werdegang
Thöni besuchte von 1952 bis 1956 die Volksschule in Seefeld in Tirol und von 1956 bis 1960 die Hauptschule in Innsbruck/Hötting, ehe er an die Bundeshandelsakademie Innsbruck wechselte, wo er am 19. Juni 1964 die Matura ablegte.
Von 1964 bis 1968 studierte er Volkswirtschaftslehre an der Universität Innsbruck, wo er als AIESEC-Stipendiat zum Diplom-Volkswirt graduiert wurde. Nach der Ableistung des Präsenzdienstes beim Österreichischen Bundesheer im Jahre 1969 war er 1970 im Reisebüromanagement tätig.
Im Jahre 1971 begann er das Studium der Sozial- und Wirtschaftswissenschaften an der Universität Innsbruck, wo im gleichen Jahr die Sponsion zum Mag.rer.soc.oec. erfolgte. 1973 erhielt er ein Studien- und Forschungsstipendium der Österreichischen Bundesregierung und des British Council und schloss das Studium mit der Dissertation Transfers zwischen Gebietskörperschaften mit Auszeichnung und der Promotion zum Dr.rer.soc.oec. ab.
Es folgten Studien- und Forschungsaufenthalte an der London School of Economics and Political Science (1973 bis 1974) und an der University of York (1976 und 1978). Seine Lehrberechtigung als Hochschullehrer erhielt er im Jahre 1982 mit der Habilitationsschrift Politökonomische Theorie des Föderalismus.

### Universitäre Tätigkeit (Auszug)
Erich Thöni hat im Jahre 1972 mit der Konzeption und Organisation diverser Veranstaltungen, darunter Hochschulkurse für Finanzwissenschaft, seine universitäre Tätigkeit begonnen. Seither tritt er in diesem Bereich national und international laufend in Erscheinung und ist seit 1987 als Universitätsprofessor für Volkswirtschaftslehre unter besonderer Berücksichtigung der Finanzwissenschaft an der Universität Innsbruck tätig.
Seit 1974 ist Thöni als Gastvortragender an verschiedenen Universitäten in Deutschland, Großbritannien und Nordirland, den USA, in der Schweiz, in Italien, Frankreich, Dänemark, Schweden, Spanien, Ungarn, Thailand, Indonesien, Vietnam und der Volksrepublik China gewesen.
Seit 1999 ist er Universitätsbeauftragter für internationale Beziehungen der Universität Innsbruck und geschäftsführender Vorsitzender des Auslandsrats und seit 2000 Mitglied des Forums „Internationales“ für Vizerektoren und Universitätsbeauftragte der Österreichischen Rektorenkonferenz und des Bundesministeriums für Bildung, Wissenschaft und Kultur.

### Privates
Thöni ist verheiratet, lebt in Seefeld in Tirol und hat einen Sohn.

## Veröffentlichungen (Auswahl)
Thöni verfasste Kommentare und Aufsätze in Printmedien und ist Herausgeber eigener Druckwerke.
- Finanzierungsprobleme der Gemeinden. Österr. Wirtschaftsverlag, Wien 1977, ISBN 3-85212-014-4.
- Privatwirtschaftsverwaltung und Finanzausgleich: Kriterien der Aufgabenverteilung im Rahmen der Privatwirtschaftsverwaltung als Problem des Finanzausgleiches. Braumüller, Wien 1978, ISBN 3-7003-0184-7.
- mit Meinhard Ciresa: Österreich und das Beihilfenaufsichtsrecht der EG. Hrsg.: Institut für Angewandte Sozial- und Wirtschaftsforschung. Signum-Verlag, Wien 1990, ISBN 3-85436-098-3.
- Erich Thöni (Hrsg.): Die Familie im Sozialstaat: Familienbesteuerung aus ökonomischer und juristischer Sicht. Außeninst. d. Univ. Innsbruck, Innsbruck 1996, ISBN 3-901249-30-3.

## Auszeichnungen (Auswahl)
- 1982: „International Honorary Citizen“ der Stadt New Orleans
- 1988: Leopold-Kunschak-Preis
- 2006: Großes Silbernes Ehrenzeichen für Verdienste um die Republik Österreich
- 2009: Sportehrenzeichen der Stadt Innsbruck[2]
- 2010: Weißer Elefantenorden für besondere Verdienste um die wissenschaftliche Kooperation mit Thailand[3]